# Ofayé
Ofayé (Ofaié, Ofayé-Xavante, Ofaié-Xavante, Opayé-Xavante, Opaié-Chavante, Opayé-Savante), indijanski narod i jedna od 108 indijanskih jezičnih porodica, prema Rivetu i Loukotki (1952). Mason (1950) također je smatra za samostalnu. Greenberg 1987. i Gudschinsky 1971., klasificiraju je u Veliku porodicu Macro-Ge. 
Porodica Ofaye obuhvaća istoimeno pleme i jedini jezik, prema kojima i dobiva ime. Ofaye su naseljeni u brazilskoj državi Mato Grosso do Sul, u predjelima oko rijeke Ivinhema, Verde i Pardo. 

## Vanjske poveznice
- Ofaié